# Waisenhaus (Zürich)
Das Waisenhaus (heute Amtshaus I) ist der verbliebene Teil des 1903 abgebrochenen Klosters Oetenbach in der Stadt Zürich. Es wurde 1771 im Nordflügel des ehemaligen Klosters im Barockstil nach den Plänen von Gaetano Matteo Pisoni gebaut. 1914 wurde es zum Amtshaus I der Stadtverwaltung umgebaut und beherbergt den Sitz des Polizeidepartements (Stadtpolizei) der Stadt Zürich.

## Gebäude
Die Lage des allgemeinen Dormitoriums im Nordflügel, wo später die Einzelzellen errichtet wurden, kann nur noch ungefähr bestimmt werden. Nach der Aufhebung des Klosters im  Zuge der Reformation wurden dort 1637 die Kammern des ersten Waisenhauses eingerichtet. Das war eine Pionierleistung im Raum der Alten Eidgenossenschaft.

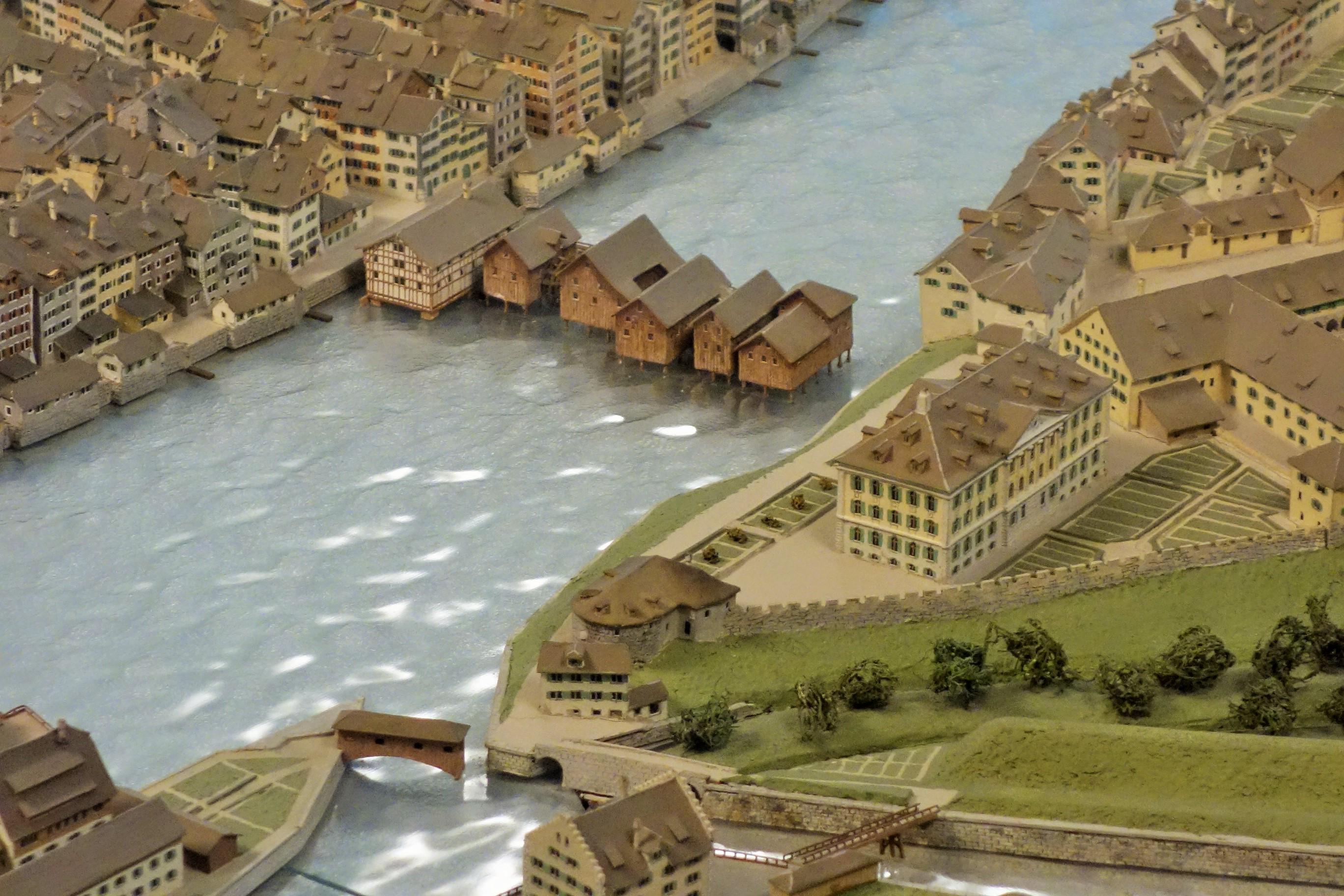
Waisenhaus im Klostergarten (Stadtmodell um 1800)

1771 wurde im ehemaligen Klostergarten ein neues Gebäude errichtet, in das die Waisen umzogen. Im Sommer 1911 wurden die Waisenkinder in die beiden neuen Waisenhäuser auf dem Sonnenberg und dem Entlisberg umgesiedelt.
Das ehemalige Waisenhaus wurde von Gustav Gull in den Jahren von 1911 bis 1914 in die Gesamtüberbauung «Urania» integriert. Der Waisenhauskeller wurde zum Eingangsgeschoss des Amtshauses I. Das nun zur Polizeihauptwache gehörende Eingangsfoyer wurde im Auftrag des Stadtrats Emil Klöti von Augusto Giacometti mit Gewölbe- und Wandmalereien ausgestattet. Die sogenannte Giacometti-Halle (auch Blüemlihalle) wurde zwischen 1985 und 2000 saniert.

## Entstehung des Waisenhauses
Mit der Reformation trat anstelle der mittelalterlichen milden Gabe und Barmherzigkeit eine obrigkeitlich kontrollierte und geordnete Armenunterstützung. Jetzt wurde nur noch den unverschuldet in Not geratenen geholfen und der Bettel verboten. Im reformierten Zürich wurde die Unterstützung (Almosen) nicht mehr erbettelt, sondern die soziale Hilfe als Pflicht der Obrigkeit verstanden. 1520 entstand mit der «Satzung vom Almuosen» die erste Regelung des zürcherischen Sozial- und Armenrechts. Dazu gehörte die Aufgabe des Gemeinwesens sich seiner verwaisten Kinder anzunehmen.
Anfänglich versorgte die Stadt Zürich ihre Amtskinder mit «Muos und Brodt» und gab sie für ein Kostgeld in Pflege. Daneben unterstützten vermögende Bürger arme Waisenkinder, damit sie ein Handwerk erlernen konnten, um in Zukunft ihr Brot selber verdienen zu können.  Nach mehreren Anläufen bestimmte der Rat 1637 im Oetenbach ein Zucht- und Waisenhaus einzurichten. Die Unterbringung von hilfesuchenden Gesunden (inklusive Waisenkinder) und Kranken am gleichen Ort (Kloster Selnau) hatte sich als ungeeignete Lösung erwiesen.
1642 erfolgte die Trennung des Waisenhauses vom Almosenamt. Weil der Betrieb komplex war, erfolgten Betreuung und Buchführung für die drei Anstalten im Kloster Oetenbach (Waisenhaus, Zuchthaus und Schellenstuben sowie die im Waisenhaus integrierten Fabrikationsbetriebe) getrennt unter der gemeinsamen Leitung des Waisenhausvaters. Die Erziehungsziele der drei Anstalten waren für alle dieselben: die Gewöhnung an ein arbeitsames und gottgefälliges Leben.

## Erziehung und Unterricht

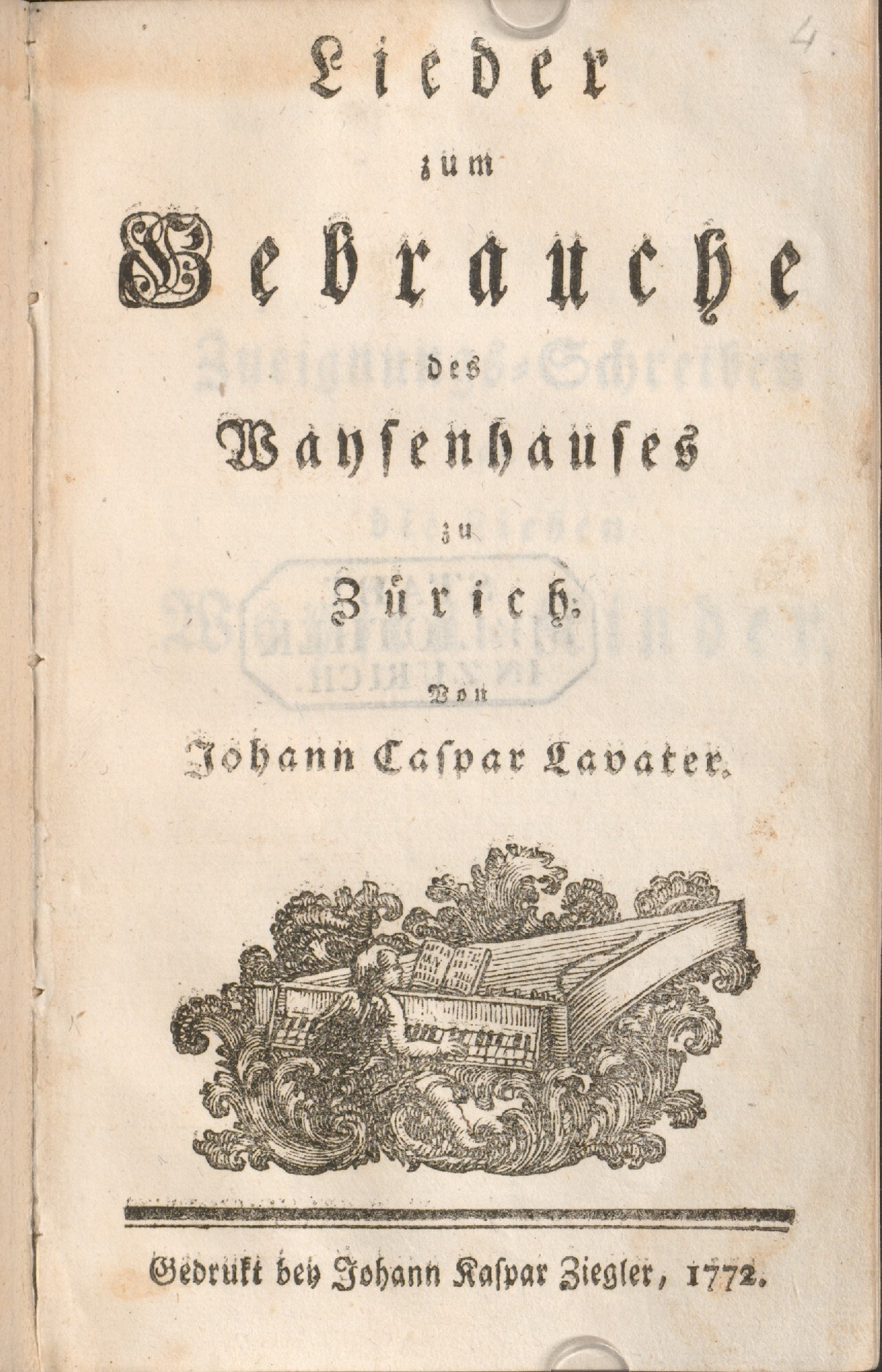
Waisenhauslieder von Johann Kaspar Lavater

Das Waisenhaus, als Erziehungsanstalt, sollte als Vorbild einer christlich religiösen Erziehung wirken. Dazu gehörten Gewöhnung an Ordnung und Disziplin, sittliches Betragen, Pünktlichkeit, Freude an Selbstbeherrschung und altruistische Hingabe an das Ganze, Pflege der religiösen Pflichten und das Erlernen einer angemessenen Erwerbsgrundlage.
Knaben und Mädchen waren räumlich getrennt. Knaben konnten im Waisenhaus den Beruf eines Strickers, Schneiders, «Zeisslers» (Zerrupfer), «Schlumpers» (Wollenmischer), Spinners oder Leinen- und Wollenwebers erlernen und ausserhalb Berufe wie Apotheker, Bäcker, Bauer, Dachdecker, Glockengiesser, Goldschmied, Müller, Schuhmacher und Tischler. Die Mädchen erhielten weniger schulische Ausbildung als die Knaben, wurden vermehrt in die Hausarbeiten (Nähen, Stricken, Küche, Haushalt) eingeführt und konnten Arbeiten an der «Wanke» (Vorrichtung zum Wirken von Nesteln mit grossen Klöppeln) und als Spinnerinnen, Schnürweberinnen und Näherinnen erlernen.
In der Schule wurde anfänglich Lesen und Schreiben (Frakturschrift) gelernt, dass der Unterweisung in christlicher Religion diente. Um 1770 wurde ihnen Naturwissenschaften und Künste nach Johann Bernhard Basedow und Rechnen beigebracht. Der Schulunterricht dauerte täglich zwei für die älteren und vier für die jüngeren Schüler. Dazu kamen neben den gottesdienstlichen Übungen im Sommer täglich sechs und für die jüngeren Schüler vier Stunden Arbeit. Die Waisenhausschule genoss einen guten Ruf, so dass auch extern wohnende Kinder zur Schulung im Waisenhaus geschickt wurden. Sie diente ausserdem als Ausbildungsstätte für zukünftige Lehrer, die wie der Sohn des Schulmeisters von Würenlos ein Jahr lang ausgebildet wurden. Johann Kaspar Lavater schuf als Diakon des Waisenhauses zusammen mit dem Komponisten Johannes Schmidlin ein Liederbuch für die Waisenkinder. 
Nach der Gründung der Volksschule im Kanton Zürich von 1832 besuchten die Waisenkinder die öffentliche Schule.

## Ernährung und Bekleidung
Der Hausvater und die Hausmutter hatten dafür zu sorgen, dass Waisen, Gefangene und Hausangestellte richtig und ausreichend ernährt wurden. Das Frühstück war immer das gleiche, für die Jungen ein Mus aus Hafermehl und die Alten eines aus geröstetem Weissmehl. Der Menüplan für das Mittag- und Nachtessen wiederholte sich jede Woche. Abwechslung brachten saisonale Früchte und Gemüse. Der Menüplan bestand aus Zwiebelsuppe, Erbs-, Gersten- und Kernenmus, Reis, Gemüse und Brot.  Käse und Fleisch war den älteren Hausbewohnern, Kranken und den Hauseltern vorbehalten. Diese und die 12 ältesten Waisenknaben und -mädchen erhielten zum Essen Wein.
Die Waisen, Hauseltern und das Hauspersonal wurden vom Waisenhaus eingekleidet. Damit war eine ordentliche, sittsame und einheitliche Bekleidung gewährleistet. Leinen- und Wollstoffe, Kleider und Schuhe wurden im Hause selber hergestellt. Strümpfe, Gamaschen und Hausschuhe wurden aus Nördlinger-Loden hergestellt.

## Fabrikationsbetrieb
Seit 1637 führte das Zucht- und Waisenhaus einen internen Fabrikationsbetrieb, der folgende Produktionszweige umfasste: Wollverarbeitung, Tuchfabrikation (Leinen- und Wollweberei) sowie Konfektion (Schneiderei). Der Betrieb verfügte über eine eigene Walkemühle.  Ein weiterer Arbeitsbereich war die Mithilfe der Waisen in Haus und Küche. Der Fabrikationsbetrieb sollte die Selbstversorgung des Waisenhauses mit Kleidern sowie einen Erlös für das Waisenhaus durch den Verkauf der Produkte ermöglichen. Der eigentliche Zweck des Fabrikationsbetriebes war die Gewöhnung der Waisen an die Arbeit und die spätere Berufswelt. Die Waisen arbeiteten täglich ausser am Sonntag im Betrieb.
Die Produkte waren «Nördlinger-Loden», schwarzes Oetenbacher-Tuch und Strickwaren. Für jeden Arbeitsbereich gab es einen verantwortlichen Werkmeister. Für die Produktion, Buchführung und Einhaltung der Arbeitszeit war der Hausvater verantwortlich. Der Fabrikationsbetrieb konnte nur am Anfang einen Gewinn erwirtschaften. Das Ziel, dass die Waisen mit dem Fabrikationsbetrieb ihren Lebensunterhalt selber verdienen, konnte nicht erreicht werden und 1771 wurde die Fabrikarbeit der Waisenkinder eingestellt.

## Leitung, Verwaltung und Aufsicht
Die Leitung des Zucht- und Waisenhauses musste aufgrund der Satzungen und Ordnungen erfolgen. In der ältesten Satzung von 1637 wurde das Leben und der Alltag der Waisen in nur dreizehn Punkten geregelt.
Das leitende Organ war die Almosenpflege, die vom Bürgermeister und Rat der Stadt ernannt wurde. Sie hatte konkrete Einzelfälle im Rahmen der Waisenhausordnung zu entscheiden (Ein- und Austritte von Waisenkindern und der Insassen der Zucht- und Schellenstuben und die Höhe des zu bezahlenden Tisch- oder Kostgeldes usw.), Umbauprojekte zu prüfen, die Aufsicht über die Waisenhausverwaltung und die Strafgerichtsbarkeit wahrzunehmen und den Hausvater und die Hausmutter zu wählen.
In den Jahren 1637 bis 1838 gab es 14 Waisenväter, die ihr Amt mehrheitlich um die 15 Jahre ausübten. Ab 1657 wurden keine unehelichen Waisen mehr aufgenommen, weil man Angst hatte, es würde dem Ruf des Waisenhauses schaden.